# SEAT World Rally Team
SEAT World Rally Team fue el equipo oficial de SEAT que compitió en el Campeonato Mundial de Rally durante los años 1998 y 2000, y anteriormente en la Copa del Mundo de Rally de 2 Litros entre 1996 y 1998. Era gestionado por su área deportiva, SEAT Sport y tenía su sede en Martorell (Barcelona, España). El equipo debutó en el Rally de Montecarlo de 1998 y disputó con total de cincuenta y una pruebas. No consiguió ninguna victoria pero si tres podios: Nueva Zelanda y Gran Bretaña de 1999 y el Safari de 2000. La última prueba donde tomó parte fue el Rally de Gran Bretaña de 2000.
El equipo se estrenó en el mundial, tras el éxito en la Copa 2 Litros que había ganando en tres ocasiones, en la temporada 1998. Los pilotos en debutar fueron Harri Rovanperä y Oriol Gómez en el Rally de Montecarlo, logrando un decimoprimer puesto para Rovanpera, mientras que el Oriol tuvo que retirarse. Tras Suecia, la marca encaró la dura prueba africana, el Rally Safari donde el finlandés logró el quinto puesto, sumando así los primeros puntos para la marca en el campeonato de constructores y el de pilotos.

## Historia
En los años 1990 SEAT contaba con una amplia y larga experiencia en competiciones de rally. Su actividad se centraba principalmente en España donde participaba tanto en el Campeonato de España de Rally como en Campeonato de España de Rally de Tierra. Una de las primeras salidas a pruebas internacionales en esa década, fue en 1993 con la participación de José María Serviá en la Baja Portugal con el SEAT Toledo Marathon. En 1995 la marca regresó al campeonato del mundo de rally con el SEAT Ibiza 1.8 16V de grupo A, con el que debutó en el Rally de Portugal logrando el tercer puesto en la categoría de dos ruedas motrices. Al año siguiente participa en la Copa del Mundo de Rally de 2 Litros con el SEAT Ibiza Kit Car logrando el título en su primer año. Revalidaría el título en los dos años posteriores en 1997 y 1998 y en vista de estos resultados decidió construir su primer World Rally Car, el SEAT Córdoba WRC con el que debutaría en la máxima categoría en la temporada 1999.

### Campeonato del Mundo 1998-2000
En 1998 la marca contaba con los pilotos Harri Rovanperä y Oriol Gómez que disputaban el campeonato del mundo con el SEAT Ibiza y cuyos resultados alternaban abandonos con clasificaciones lejos de los puntos. El mejor resultado de la primera mita de la temporada fue el quinto puesto de Rovanperä en el Rally Safari, primero en la categoría grupo A. El SEAT Córdoba WRC no debutó hasta el Rally de Finlandia, prueba en la que mientras Oriol abandonaba, su compañero terminó en una discreta undécima posición.

## Resultados

### Campeonato Mundial de Rally

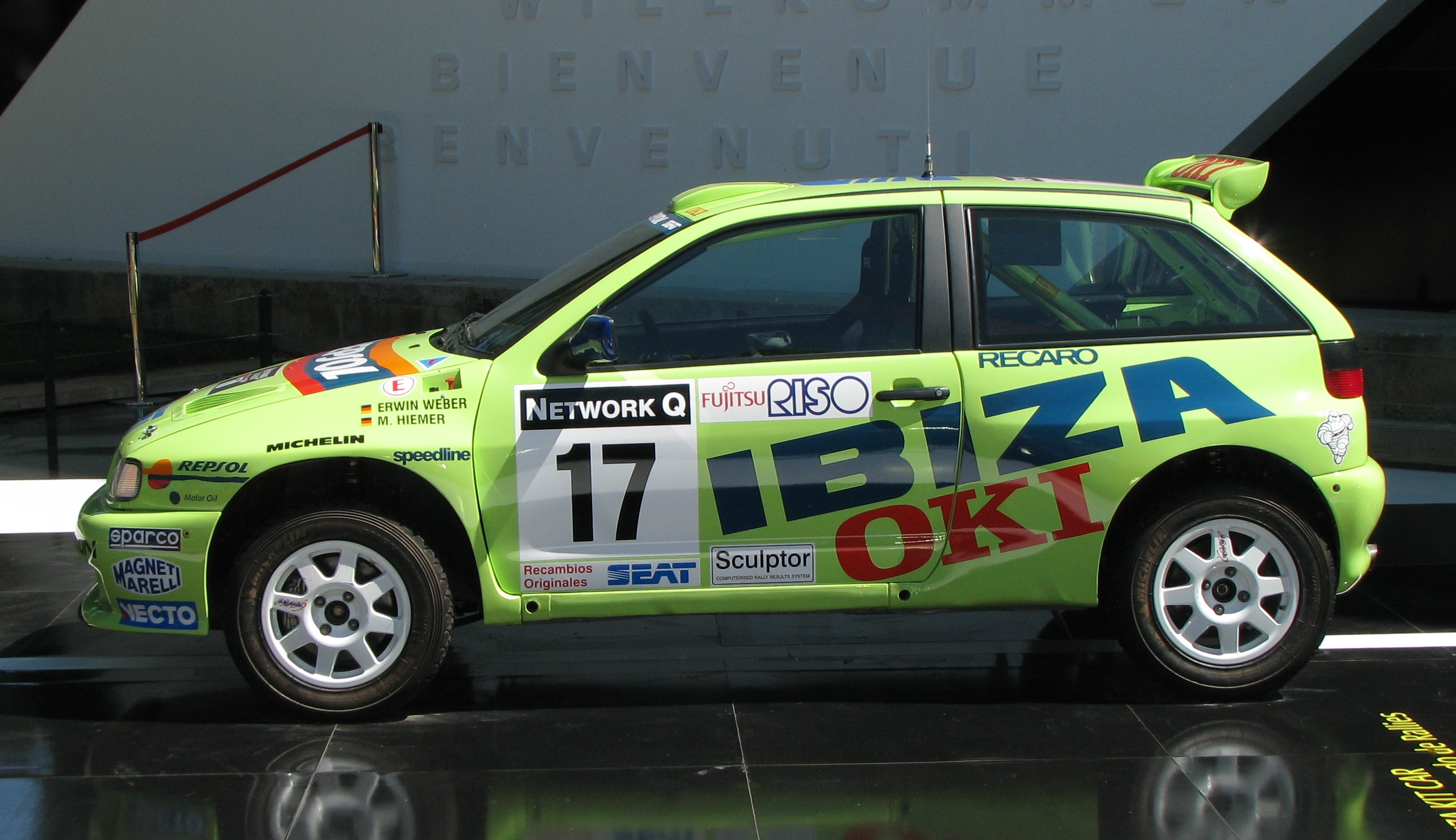
Ibiza Kit Car

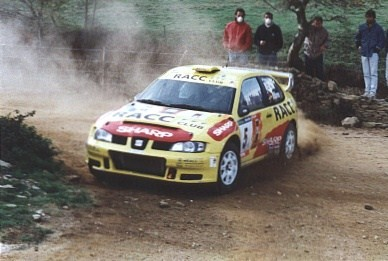
El SEAT Córdoba WRC fue el automóvil utilizado por la marca en el mundial.

| Año  | Vehículo                          | Pilotos           | 1       | 2       | 3       | 4       | 5       | 6       | 7       | 8       | 9       | 10      | 11      | 12      | 13      | 14      | Posici. | Puntos | Construc. | Puntos |
| ---- | --------------------------------- | ----------------- | ------- | ------- | ------- | ------- | ------- | ------- | ------- | ------- | ------- | ------- | ------- | ------- | ------- | ------- | ------- | ------ | --------- | ------ |
| 1998 | SEAT Ibiza                        | Harri Rovanperä   | MON 11  | SWE Ret | KEN 5   | POR Ret | ESP Ret | COR     | ARG Ret | GRE 15  | NZL 13  |         |         |         |         |         | 15º     | 3      | 5º        | 1      |
| 1998 | SEAT Córdoba WRC                  | Harri Rovanperä   |         |         |         |         |         |         |         |         |         | FIN 11  | ITA Ret | AUS 11  | GBR 6   |         | 15º     | 3      | 5º        | 1      |
| 1998 | SEAT Ibiza                        | Oriol Gómez       | MON Ret | SWE 36  | KEN Ret | POR 20  | ESP 15  | COR     | ARG 10  | GRE 16  | NZL     |         |         |         |         |         | -       | 0      | 5º        | 1      |
| 1998 | SEAT Córdoba WRC                  | Oriol Gómez       |         |         |         |         |         |         |         |         |         | FIN Ret | SRM     | AUS     | GBR     |         | -       | 0      | 5º        | 1      |
| 1998 | SEAT Ibiza                        | Marc Duez         | MON     | SWE     | SAF     | POR Ret | ESP     | COR     | ARG     | GRE     | NZL     | FIN     |         |         |         |         | -       | 0      | 5º        | 1      |
| 1998 | SEAT Córdoba WRC                  | Marc Duez         |         |         |         |         |         |         |         |         |         |         | ITA 16  | AUS Ret | GBR     |         | -       | 0      | 5º        | 1      |
| 1998 | SEAT Ibiza                        | Gwyndaf Evans     | MON     | SWE     | SAF     | POR     | ESP     | COR     | ARG     | GRE     | NZL     | FIN Ret | ITA     | AUS 20  |         |         | -       | 0      | 5º        | 1      |
| 1998 | SEAT Córdoba WRC                  | Gwyndaf Evans     |         |         |         |         |         |         |         |         |         |         |         |         | GBR Ret |         | -       | 0      | 5º        | 1      |
| 1998 | SEAT Ibiza                        | Toni Gardemeister | MON     | SWE     | SAF     | POR     | ESP     | COR     | ARG     | GRE     | NZL 16  | FIN 14  | SRM Ret | AUS Ret | GBR 16  |         | -       | 0      | 5º        | 1      |
| 1999 | Córdoba WRC Córdoba WRC Evo2      | Harri Rovanperä   | MON 7   | SWE 16  | SAF 6   | POR Ret | ESP 14  | FRA 13  | ARG Ret | GRE Ret | NZL Ret | FIN 5   | CHI 5   | ITA 16  | AUS 6   | GBR 3   | 9º      | 10     | 5º        | 23     |
| 1999 | Córdoba WRC Córdoba WRC Evo2      | Toni Gardemeister | MON     | SWE     | SAF     | POR     | ESP     | FRA     | ARG     | GRE     | NZL 3   | FIN 6   | CHI     | ITA Ret | AUS 16  | GBR Ret | 13º     | 6      | 5º        | 23     |
| 1999 | Córdoba WRC Córdoba WRC Evo2      | Piero Liatti      | MON 6   | SWE     | SAF Ret | POR Ret | ESP 10  | FRA 9   | ARG Ret | GRE Ret | NZL     | FIN     | CHI Ret | ITA Ret | AUS     | GBR     | 23º     | 1      | 5º        | 23     |
| 1999 | Córdoba WRC Córdoba WRC Evo2      | Marcus Grönholm   | MON     | SWE Ret | SAF     | POR     | ESP     | FRA     | ARG     | GRE     | NZL     | FIN     | CHI     | ITA     | AUS     | GBR     | 15º     | 5      | 5º        | 23     |
| 2000 | Córdoba WRC Evo2 Córdoba WRC Evo3 | Didier Auriol     | MON Ret | SWE 10  | KEN 3   | POR 10  | ESP 13  | ARG Ret | GRE Ret | NZL Ret | FIN 11  | CHI Ret | FRA 8   | ITA 17  | AUS 8   | GBR 9   | 12º     | 4      | 5º        | 11     |
| 2000 | Córdoba WRC Evo2 Córdoba WRC Evo3 | Toni Gardemeister | MON 4   | SWE Ret | KEN Ret | POR 9   | ESP Ret | ARG Ret | GRE Ret | NZL Ret | FIN Ret | CHI Ret | FRA 11  | ITA Ret | AUS 6   | GBR 12  | 14º     | 4      | 5º        | 11     |
| 2000 | Córdoba WRC Evo2 Córdoba WRC Evo3 | Harri Rovanperä   | MON     | SWE 12  | KEN     | POR     | ESP     | ARG     | GRE     | NZL     | FIN     | CHI     | FRA     | ITA     | AUS     | GBR 10  | 9º      | 7      | 5º        | 11     |
| 2000 | Córdoba WRC Evo2 Córdoba WRC Evo3 | Gwyndaf Evans     | MON     | SWE     | KEN     | POR     | ESP     | ARG     | GRE     | NZL     | FIN     | CHI     | FRA     | ITA     | AUS     | GBR Ret | -       | 0      | 5º        | 11     |

## Vehículos
- SEAT Ibiza
- SEAT Córdoba WRC